# QPR Software
QPR Software Oyj est une société informatique qui produit des logiciels de gestion d'entreprise.
Elle est cotée à la Bourse d'Helsinki en Finlande.

## Présentation
QPR propose une gamme de produits logiciels qui prend en charge les éléments clés de la gestion des processus métiers, de la modélisation et la documentation, la communication, la mesure et l'analyse, à la gestion et l'amélioration continue des processus.

## Logiciels de QPR
- QPR ProcessAnalyzer, produit d'analyse des processus d'entreprise[2].
- QPR EnterpriseArchitect, logiciel de modélisation  d'architecture d'entreprise[3]
- QPR Metrics, un outil pour mesurer l'exécution de la stratégie, la gestion de la performance, et qui utilise aussi la méthodologie du tableau de bord prospectif[4]
- QPR ProcessDesigner, un outil pour l'assurance qualité, la modélisation des processus et  Six Sigma[5]